# ناحیه لورالائی
ناحیه لورالائی (به انگلیسی: Loralai District) یکی از ناحیه‌های ایالتی پاکستان در شمال شرقی است که در بلوچستان پاکستان واقع شده‌است این ناحیه توسط قوم پشتون اداره و کنترل میشود. ناحیه لورالائی ۹٬۸۳۰ کیلومتر مربع مساحت و ۳۹۷٬۴۰۰ نفر جمعیت دارد.